# Mark Bevaart
Mark Bevaart (Zuidland, 22 april 1983) is een Nederlands voormalig betaald voetballer. Hij speelde in de jeugd van: Zuidland, Spijkenisse, SHO, SC Heerenveen en FC Dordrecht.
Bevaart begon zijn carrière bij Dordrecht'90 waarvoor hij 5 seizoenen speelde. In 2004 liep zijn contract af en FC Emmen nam hem transfervrij over. Vanaf het seizoen 2009/2010 speelt Bevaart voor FC Omniworld. Hierna kreeg hij geen contract meer en ging hij spelen als amateur bij ASWH.
Bevaart combineerde in Hendrik-Ido-Ambacht het spelen op topamateurniveau met zijn maatschappelijke loopbaan en zijn trainerscursus. In december 2011 behaalde hij zijn eerste trainersdiploma. Met die club won hij in 2014 de districtsbeker en landelijke beker voor amateurs. In de zomer van 2014 stapte Bevaart over naar zijn oude club VV Spijkenisse. Daar beëindigde hij in 2015 zijn actieve voetballoopbaan.

## Clubstatistieken
| Club           | Seizoen | Duels | Goals | Competitie     |
| -------------- | ------- | ----- | ----- | -------------- |
| Dordrecht'90   | 2001/02 | 12    | 0     | Eerste Divisie |
| Dordrecht'90   | 2002/03 | 9     | 0     | Eerste Divise  |
| FC Dordrecht   | 2003/04 | 12    | 0     | Eerste Divisie |
| FC Dordrecht   | 2004/05 | 11    | 0     | Eerste Divisie |
| FC Dordrecht   | 2005/06 | 28    | 0     | Eerste Divisie |
| FC Emmen       | 2006/07 | 30    | 1     | Eerste Divisie |
| FC Emmen       | 2007/08 | 29    | 1     | Eerste Divisie |
| FC Emmen       | 2008/09 | 31    | 0     | Eerste Divisie |
| FC Omniworld   | 2009/10 | 12    | 0     | Eerste Divisie |
| Almere City FC | 2010/11 | 7     | 0     | Eerste Divisie |
| VV Spijkenisse | 2014/15 | 17    | 0     | Hoofdklasse    |